# RecargaPay
RecargaPay é um app brasileiro de pagamentos que atende às necessidades de bancarizados e desbancarizados em todo o país, desde consumidores até comerciantes. Opera somente em território brasileiro, apesar de ter sido fundada na Argentina em 2010 por Rodrigo Teijeiro, hoje o CEO; Álvaro Teijeiro, CTO; e Gustavo Victorica, COO da companhia. 
A carteira digital permite realizar transações básicas do dia a dia, como pagamentos de contas e boletos, recargas de celulares e cartões de transporte, títulos de capitalização e vales-presente.
Desde a sua fundação, já registra um total de mais de trinta milhões de downloads em lojas de aplicativos e arrecadou mais de 120 milhões de dólares em rodadas de investimentos com aportes de fundos como IFC (braço do Banco Mundial), IDB Invest, e Fuel Venture Capital, entre outros. A empresa é autorizada pelo Banco Central do Brasil a operar como Instituição de Pagamento (IP), Sociedade de Crédito Direto (SCD) e Sociedade de Crédito, Financiamento e Investimento (SCFI) e conta com mais de 600 funcionários baseados principalmente em São Paulo e Rio de Janeiro, com escritórios adicionais em Buenos Aires, Argentina e Miami, Estados Unidos.

## História
Criada com o objetivo de vender recargas de celular pré-pago de forma digital, a RecargaPay nasceu em 2010 sob o domínio Recarga.com. Fundada pelos irmãos Rodrigo e Álvaro Teijeiro, atuais CEO e CTO, respetivamente, e ainda por Gustavo Victorica, actual COO, a empresa surgiu como propriedade da Fnbox, uma empresa de tecnologia organizada como uma holding que gerencia vários serviços online. A Fnbox foi uma construtora de empresas latino-americanas; construiu a Sonico.com, que veio a se tornar na maior rede social regional, alcançando 55 milhões de usuários registrados, e foi vendida para a IAC em 2014. Dentre os seus feitos, criou a Tarjetastelefonicas.com, uma empresa de telecomunicações que vendeu milhões de cartões telefônicos para mais de 150 países e absorveu a Cuponica.com, uma empresa de "compra em grupo" que ajudou a crescer em vinte vezes sob sua gestão e depois vendeu para a Clickon.
Na América Latina, grande parte da população tinha telefones celulares pré-pagos até fevereiro de 2020. Como resultado, um grande segmento da população se acostumou a passar horas em filas para pagar por um produto digital. Isso se deve, em parte, à quantidade alta de pessoas sem contas de banco em todos os países, inclusive o Brasil, onde até 2010 mais de 55 milhões de consumidores não tinham conta em banco. Foi assim que emergiu a Recarga.com, uma plataforma de tecnologia online que permitia aos usuários adicionar crédito aos seus telefones celulares pré-pagos na América Latina e nos Estados Unidos, também idealizada pelos irmãos Teijeiro e Gustavo. Até agosto de 2012, já tinham processado transações em seis países para 110 mil clientes em mais de vinte operadoras de telefonia móvel.
Em 2013, a Fnbox começou um processo de desmembramento para se focar exclusivamente no ramo de recargas de celular. Consequentemente, a Recarga.com transformou-se na RecargaPay, diversificando assim sua oferta de produtos. De acordo com Rodrigo Teijeiro, a empresa é "muito mais do que recargas. É um ecossistema completo de serviços financeiros pelo celular." Em entrevista ao portal InfoMoney em meados de 2021, Rodrigo Teijeiro declarou: "Queremos que os usuários resolvam do sofá seus pagamentos essenciais, aqueles feitos todos os meses. Estamos empoderando consumidores e pequenos negócios por meio de democratização e escalabilidade dos serviços financeiros."
"Temos o compromisso de ajudar qualquer pessoa, com ou sem conta bancária, a realizar transações perfeitamente com seu smartphone, independentemente dos níveis de renda ou pontuação de crédito. Todos devem poder pagar suas contas, recarregar um telefone pré-pago, um cartão de transporte, cartão presente, enviar dinheiro para um amigo a qualquer hora e em qualquer lugar, com facilidade e sem custos adicionais."
— Declaração de Rodrigo Teijeiro, co-fundador e CEO da RecargaPay.
Em fevereiro de 2018, foi reportado que a RecargaPay havia angariado 63 milhões de dólares em capital de risco de um grupo de investidores liderado por empresas membros do World Bank Group (WBG) e ainda TheVentureCity, DN Capital, Fabrice Grinda, Martin Varsavsky e muitos mais outros investidores que usaram o meio Angellist como forma de apoio. "Vemos no RecargaPay o tipo de pioneiro que quer mudar a composição e o comportamento competitivo do financiamento de varejo no Brasil e vai mudar o comportamento financeiro de seus consumidores. Temos interesse em empresas que criem valor para os seus clientes, que facilitem o desempenho das tarefas diárias e que reduzam o seu custo de vida. Sabemos que esses são os princípios sobre os quais o valor de longo prazo é construído e estamos felizes por estar com a RecargaPay nesta jornada," afirmou Andi Dervishi, diretor de investimentos e diretor global de Fintech Investments para a International Finance Corporation, um ramo do setor privado do WBG, acerca do feito da RecargaPay.
Desde a sua fundação, diversos serviços e produtos foram adicionados gradativamente, constituindo o que hoje se considera o maior ecossistema de pagamentos móveis e serviços financeiros digitais do Brasil. Em setembro de 2018, depois de crescer apenas com a oferta de serviços digitais, a RecargaPay lançou o seu primeiro produto físico, um cartão pré-pago com a bandeira MasterCard, que pode ser utilizado inclusive em território internacional. O cartão pré-pago RecargaPay oferece um por cento de dinheiro de volta em todas as transações, e tem duas versões: física e virtual. A versão física é exclusiva para assinantes do plano Prime, que tem o custo de 19,99 reais mensais. A versão virtual é emitida gratuitamente e fica disponível para o usuário em pouco tempo. Apesar do produto ser físico, para utilizar o cartão, os usuários devem fazer a solicitação dele ou inserir saldo pelo próprio aplicativo. O saldo do cartão pode ser sacado em casas lotéricas, supermercados D'avó, estabelecimentos da Rede Super Lagoa ou em terminais da rede Banco24Horas, ambos espalhados pelo Brasil, mas há uma taxa por saque efetuado.
Em 20 de abril de 2020, Rodrigo Teijeiro anunciou o diretor de marketing Renato Camargo como o Gerente Nacional da RecargaPay no Brasil. A empresa está criando um ecossistema de dinheiro móvel onde interagem com e sem banco, fornecendo aos consumidores e empresas um balcão único para todas as suas necessidades financeiras.
Em fevereiro de 2021, a RecargaPay anunciou a captação de US$ 60 milhões em uma rodada de investimentos Série C, liderada por investidores como IDC Ventures, Fuel Venture Capital, e o braço de investimentos do Banco Mundial, a IFC (International Finance Corporation)1. Ainda em 2021, a empresa obteve autorização do Banco Central do Brasil para operar como Sociedade de Crédito Direto (SCD)2.
No início de 2022, a RecargaPay recebeu uma nova licença do Banco Central do Brasil para atuar como Instituição de Pagamento na modalidade emissor de moeda eletrônica. Em 2023, captou R$ 70 milhões por meio de um Fundo de Investimento em Direitos Creditórios (FIDC).
Em 2024, a empresa atingiu a marca de 10 milhões de usuários cadastrados na pataforma e lançou seu primeiro cartão de crédito. No mesmo ano, o Banco Central autorizou a migração de sua licença de SCD para Sociedade de Crédito, Financiamento e Investimento (SCFI).

## Serviços
O aplicativo RecargaPay pode ser baixado gratuitamente nas lojas Play Store e App Store. Pelo aplicativo, os usuários podem solicitar um cartão de crédito, efetuar compras de recargas de celular e cartão de transporte, pagamento de contas, solicitar empréstimos e fazer Pix.
Para transacionar no aplicativo, os usuários podem escolher entre pagar com cartão de crédito, débito, PIX ou com saldo da carteira RecargaPay que não exige conta bancária e pode ser inserido no aplicativo por cartão de crédito, Pix ou transferência bancária.
Os serviços são disponibilizados tanto para pessoas físicas quanto jurídicas. A empresa também permite a revenda de alguns serviços, uma prática adotada por vários comerciantes que usam a recarga de celular e o pagamento de contas como forma de atrair clientes para os seus estabelecimentos e ganhar descontos em carteira em todos os serviços oferecidos pela fintech.
Recarga de celular
Permite recarregar celulares de várias operadoras, incluindo a Claro, TIM, Vivo, Oi, Correios, Sercomtel, Algar e Surf Telecom. Os usuários também podem programar recargas de celular através da função Recarga Automática ou até mesmo fazer uma Recarga Offline caso estejam sem créditos.
Recarga de cartão de transporte
Cartões de transporte de diversas cidades podem ser carregados tais como: o Bilhete Único, das cidades de São Paulo, São José dos Campos e São Luís, e ainda os bilhetes SOU de Diadema, NOSSO de Ribeirão Preto, PraTi de Pelotas, VEM de Recife, Com Você de Sorocaba, Cartão Rápido de Taubaté, Bem Legal de Maceió, Cartão URBS de Curitiba, Cartão GV de Vitória, Peg Fácil de Campo Grande, CCR Metrô Bahia de Salvador, SETAP de Macapá, Cartão Legal de São Bernardo do Campo, CriciümaCard de Criciúma, Moov Itaquá de Itaquaquecetuba, ComCard de Porto Velho, Cartão Pronto de Mogi das Cruzes, Cartão Giro do Rio de Janeiro, Cartão Vamu de Maceióe, Cartão TRI de Porto Alegre, Mais Aracaju de Aracaju, Setransol de Cabo Frio, ValeviaJ do Vale do Paraíba, Benfácil de Barueri e Itapevi, PassaFácil de Manaus, Cartão Múltiplo de Jacareí, Cartão Transporte URBS de Curitiba, Prati de Pelotas e Cartão BOM de Imperatriz. O serviço é gratuito.
Pagamento de contas
Contas de consumo como água, luz, internet, telefone e gás, tributos governamentais e boletos podem ser pagos através da RecargaPay. Não há cobrança de taxas extras para pagamentos de até quinhentos reais no plano grátis.
Pagar Depois
Pode ser usado quando o pagamento com o cartão de crédito apresenta algum erro e o usuário não tem saldo disponível na carteira. O sistema sugere a conclusão da compra mediante o serviço Pagar Depois com cobrança de taxa e ela deve ser paga dentro do período informado pelo aplicativo.
Envio de dinheiro
O envio de dinheiro do aplicativo permite que usuários transfiram dinheiro de uma conta RecargaPay para outra conta RecargaPay apenas com o número de celular do destinatário, ou via PIX, sem burocracia e sem taxas.
Cartão de crédito RecargaPay
O cartão de crédito oferecido pela RecargaPay funciona na modalidade de limite garantido e pode ser solicitado por meio do aplicativo da empresa. O serviço oferece 1,5% de cashback sobre o valor das compras realizadas com o cartão. 
Empréstimos pessoal
A RecargaPay disponibiliza uma modalidade de empréstimo pessoal por meio de sua plataforma digital. O serviço permite que usuários elegíveis solicitem crédito pré-aprovado diretamente pelo aplicativo, com um processo simplificado e opções de parcelamento. A oferta de empréstimos está sujeita à análise de crédito e às condições definidas pela empresa.

## Reconhecimento
Em 2016, o RecargaPay foi nomeado em duas categorias na terceira cerimônia anual dos Prêmios Latam Founders, decorrida em abril de 2016 na cidade de São Paulo: "Empresa Mais Inovadora" e "Melhor Empresa B2C", perdendo em ambas nomeações para as empresas Pipefy e o banco Nubank, respetivamente. Entretanto, nas cerimônias de Prêmios ReclameAqui, recebeu honras por quatro anos consecutivos. Nos dois primeiros, alcançou o terceiro lugar na categoria "Pagamentos Online", com 13,29 dos votos em 2017. Nos anos seguintes, conseguiu a maior conquista, o segundo lugar na categoria "Soluções Financeiras" em 2019, e ainda o quinto lugar na categoria "Meios de Pagamentos Digitais."
| Ano  | Prêmio         | Categoria                    | Resultado |
| ---- | -------------- | ---------------------------- | --------- |
| 2020 | ReclameAqui    | Meios de Pagamentos Digitais | 5.º lugar |
| 2019 | ReclameAqui    | Soluções Financeiras         | 2.º lugar |
| 2018 | ReclameAqui    | Pagamentos Online            | 3.º lugar |
| 2017 | ReclameAqui    | Pagamentos Online            | 3.º lugar |
| 2016 | LATAM Founders | Melhor Empresa B2C           | Nomeada   |
| 2016 | LATAM Founders | Empresa Mais Inovadora       | Nomeada   |